# Meteorus microcavus
Meteorus microcavus (лат.) — вид паразитических наездников рода Meteorus из семейства Braconidae. Центральная Америка: Коста-Рика.

## Описание
Мелкие наездники, длина около 3 мм. Основная окраска тела коричневая с жёлтыми и тёмными отметинами. От близких видов отличаются следующими признаками: затылочный киль полный; фасеточные глаза сходятся при виде спереди, максимальная ширина лица равна 1,7 × от минимальной ширины; нотаули глубоко вдавленные, отчетливые и ямчатые; проподеум килевато-морщинистый, с поперечным килем; задний тазик морщинистый; коготки лапок с большой лопастью; дорсопе присутствует, очень мелкая; вентральные границы первого тергита широко разделены; яйцеклад утолщен в основании и слегка изогнут; яйцеклад в 3,1 раза длиннее первого тергита. Усики самок тонкие, нитевидные, состоят из 22 члеников. Первый брюшной тергит стебельчатый (петиоль короткий). Нижнегубные щупики состоят из 3 сегментов. Трохантеллюс (2-й вертлуг) отделён от бедра. В переднем крыле развита 2-я радиомедиальная жилка. Предположительно, как и другие виды рода эндопаразитоиды гусениц бабочек или личинок жуков. Вид был впервые описан в 2015 году американскими энтомологами Helmuth Aguirre, Scott Richard Shaw (University of Wyoming, Department of Ecosystem Science and Management, Laramie, Вайоминг, США) и Luis Felipe Ventura De Almeida (Universidade Federal de São Carlos, Departamento de Ecologia e Biologia Evolutiva, São Carlos, Бразилия).